# БТР-112
БТР-112 (Объект 112) — советский опытный бронетранспортёр на базе узлов САУ СУ-100П. Разработан в Свердловске на Уральском заводе транспортного машиностроения, серийно не производился.

## История создания
Разработан в Свердловске под руководством Л. И. Горлицкого. В 1949 году был создан опытный образец. Однако в серию машина не пошла.

## Описание конструкции

### Броневой корпус
В корме располагалось десантное отделение, в которое вмещалось до 25 человек десанта. Десантное отделение было открытого типа и не имело крыши. Для посадки десанта, в кормовом листе на крыше корпуса имелась двустворчатая дверь.

### Вооружение
В качестве основного орудия использовался транспортный вариант 14,5-мм крупнокалиберного пулемёта Владимирова (КПВТ). Возимый боекомплект составлял 500 патронов. Турельная установка с пулемётом находилась в десантном отделении справа.
В качестве дополнительного вооружения использовался 7,62-мм пулемёт Горюнова (СГ-43). Пулемёт устанавливался слева от КПВТ на специальном кронштейне. Возимый боекомплект так же составлял 500 патронов.

### Ходовая часть
В качестве базы было выбрано шасси САУ СУ-100П (Объект 105). В отличие от базового варианта, длина шасси БТР-112 была увеличена на 640 мм, а также был добавлен дополнительный 7-й опорный каток с обеих сторон бронетранспортёра.

## Машины на базе
Сам бронетранспортёр БТР-112 серийно не производился, однако шасси (семикатковый вариант базового шасси СУ-100П) было использовано при проектировании и изготовлении ряда других машин.
- «Объект 117» — опытная самоходная прожекторная установка СПУ-117
- «Объект 118» — Гусеничный минный заградитель
- «Объект 123» — шасси СПУ 2П24 ЗРК «Круг»
- «Объект 124» — шасси СНР 1С32 ЗРК «Круг»
- 1К11 «Стилет» — самоходный лазерный комплекс первого поколения «Стилет»

## Сохранившиеся экземпляры
На сегодняшний день сохранившийся экземпляр находится в Бронетанковом музее в городе Кубинка.